# Airlines
Airlines var en svensk rockgrupp, verksam mellan 1974 och 1983.
Airlines var ett melodiskt AOR-band som totalt spelade in fyra singlar. Medlemmarna var från början Dan Delleborn, Hans Larsson, Rolf Moberg, Peter Westin, Bertil Stenström. På sista singeln ("Sista valsen" / "Storstadskyla") sjöng dock Delleborn ensam då Kjell Wallén slutat och senare blev medlem i Universe.

## Diskografi
Singlar
- ""1979" (Lonely Child)" / "Eliza" (1979)
- "Charterresan" / "Tågluffa" (1980)
- "Emilia" / "Storstadskyla" (1981)
- "Sista valsen" / "Storstadskyla" (1982)